# Monomorium cryptobium
Monomorium cryptobium är en myrart som först beskrevs av Santschi 1921.  Monomorium cryptobium ingår i släktet Monomorium och familjen myror. Inga underarter finns listade i Catalogue of Life.

## Bildgalleri

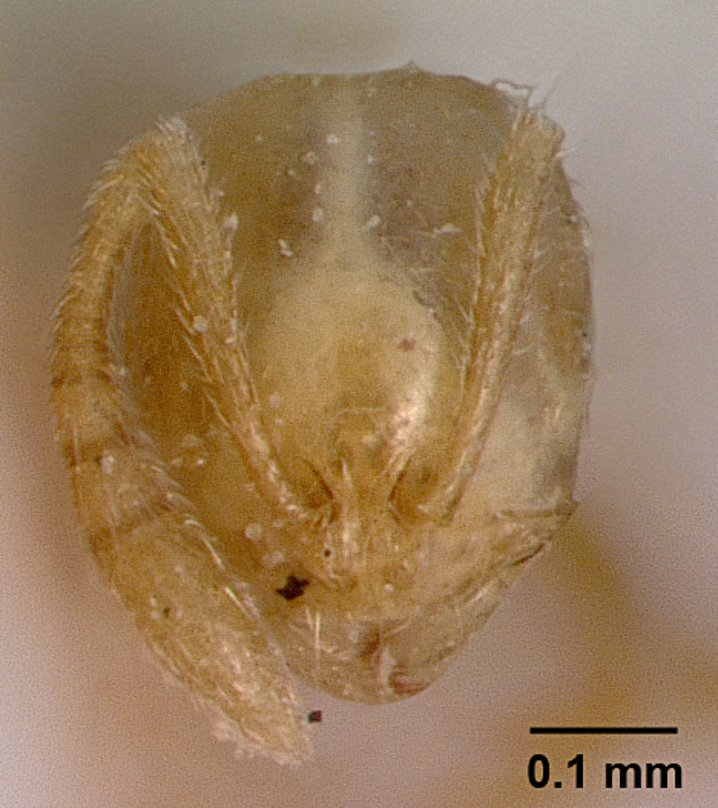
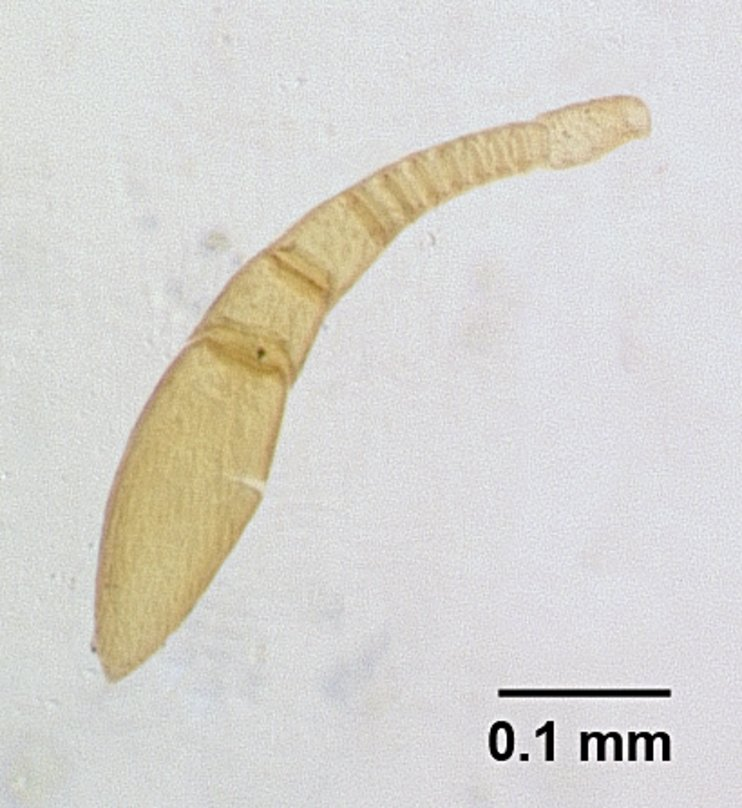